# NSI Asset AG
Die NSI Asset AG (bis Juli 2022 als Value Management & Research AG bzw. VMR Group firmierend) ist eine deutsche Beteiligungsgesellschaft mit Sitz in Hamburg. Die NSI Asset AG ist eine Holdinggesellschaft für mehrere finanztechnologiebasierte Unternehmen und Immobilienbeteiligungen in Deutschland.

## Geschichte
Das Unternehmen wurde 1993 vom Hedgefondsmanager Florian Homm in Kronberg im Taunus gegründet. 1998 erfolgte der Börsengang an der Frankfurter Wertpapierbörse. Die Aktie der Gesellschaft war zeitweise im General Standard gelistet und im CDAX enthalten, später nur noch an der Börse München im Segment m:access. Im Oktober 2019 verlegte das Unternehmen seinen Sitz nach Hamburg.
Im Jahr 2020 war das Unternehmen an mehreren Gesellschaften beteiligt: 4Free AG samt Tochtergesellschaften Fondsvermittlung24.de GmbH, Fondsvermittlung24.de, Geschlossene Beteiligungen GmbH und DGF Deutsche Gesellschaft für Finanzanalyse mbH sowie an der DDAG Deutsche Direktanlage AG und der G.O. Duwensee & Partner GmbH. Diese Gesellschaften sind Fondsvermittler; für deren Leistungen erhält NSI Asset Provisionen. 2019 kam mitNorm GmbH und Ende 2020 die NSI Sachsen Portfolio GmbH hinzu.
Im März 2024 wurde bekannt, dass die KD Investment & Consulting GmbH den Aktionären ein Übernahme- und Delisting-Angebot unterbreitet.
Im November 2024 beschlossen Vorstand und Aufsichtsrat das Delisting aus dem m:access und den Rückzug von der Börse.